# Głębia Landsort

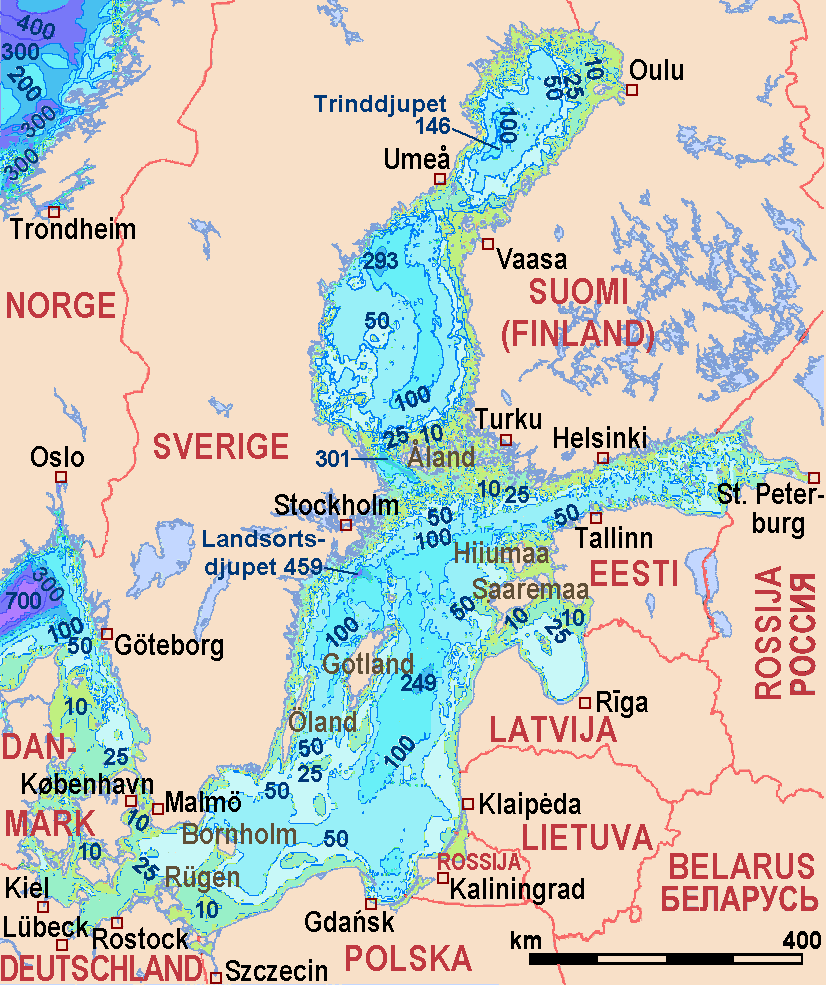
Głębia Landsort

Głębia Landsort (Głębia Landsorcka, szw. Landsortsdjupet) – głębia na Morzu Bałtyckim, będąca najgłębszym punktem tego morza (459 m p.p.m.). Znajduje się 50 km na północny zachód od Gotlandii, 22 km od Landsort.